# Wyeomyia taurepana
Wyeomyia taurepana är en tvåvingeart som beskrevs av Anduze 1941. Wyeomyia taurepana ingår i släktet Wyeomyia och familjen stickmyggor.
Artens utbredningsområde är Venezuela. Inga underarter finns listade i Catalogue of Life.